# بريغو دي قرطبة (قرطبة)
باغُه قرطبة (بالإسبانية: Priego de Córdoba)‏، هي إحدى بلديات مقاطعة قرطبة إحدى مقاطعات إسبانيا، و التي تقع في منطقة الأندلس جنوب إسبانيا.
يبلغ عدد سكانها 22.999 نسمة وفقاً لإحصائية سنة (2007).

## أعلام
- خوسيه أنطونيو مانسو دي فيلاسكو
- نيسيتو ألكالا زامورا
- خوسيه ألفاريز
- رافاييل لوبيز